# Tave
Die Tave ist ein Fluss in Frankreich, der im Département Gard in der Region Okzitanien verläuft. Sie entspringt im Gemeindegebiet von La Bruguière, entwässert generell in östlicher Richtung und mündet nach rund 31 Kilometern im Gemeindegebiet von Laudun-l’Ardoise als rechter Nebenfluss in die Cèze, die ihrerseits etwa einen Kilometer weiter die Rhône erreicht.

## Orte am Fluss
- Fontarèches
- Saint-Laurent-la-Vernède
- La Bastide-d’Engras
- Saint-Pons-la-Calm
- Tresques
- Laudun-l’Ardoise